# Катастрофа Ил-62 в Люксембурге
Катастрофа Ил-62 в Люксембурге — авиационная катастрофа, произошедшая в среду 29 сентября 1982 года. Авиалайнер Ил-62М компании Аэрофлот выполнял пассажирский рейс SU-343 по маршруту Москва—Люксембург—Шаннон— Гавана—Манагуа—Лима, но при посадке в аэропорту Люксембург-Финдел выкатился за пределы ВПП, частично разрушился и загорелся. Из 77 человек на его борту (66 пассажиров и 11 членов экипажа) погибли 7.

## Сведения о самолёте
Ил-62М с бортовым номером CCCP-86470 (заводской — 1725234, серийный — 25-03) был выпущен Казанским авиазаводом в апреле 1977 года и 6 апреля передан в 235-й Отдельный Правительственный авиаотряд МГА СССР. 9 декабря того же года был переведён в Шереметьевский авиаотряд (Центральное управление Международных воздушных сообщений). На момент катастрофы борт 86470 имел 10 325 часов налёта.

## Катастрофа
Самолёт выполнял пассажирский рейс SU-343 по маршруту Москва—Люксембург—Шаннон—Гавана—Манагуа—Лима. С 11 членами экипажа и 66 пассажирами на борту он совершал первую промежуточную посадку в аэропорту Люксембург-Финдель. На высоте 5 метров при скорости 278 км/ч (150 узлов) экипаж установил мощность двигателей на уровне 40 % от номинальной, после чего выпустил створки реверса на двигателях № 1 и 4. После этого самолёт неожиданно начал поворачивать вправо. Касание ВПП произошло через пять секунд при скорости 265 км/ч (143 узла), после чего экипаж увеличил мощность двигателя № 4 до 80 %, а двигателя № 1 — до 86 % от номинала, рассчитывая за счёт данной асимметрии тяги реверса выправить самолёт по посадочному курсу. Но вместо этого отклонение вправо только возросло. В 1300 метрах от начала полосы авиалайнер выкатился за её пределы и врезался крылом в здание насосной станции, после чего, продолжив движение, пробил ограду аэропорта и выкатился в лес. Сломав деревья, в 20:23 по местному времени Ил-62 свалился в овраг в 200 метрах от ВПП и в 2200 метрах от её начала.
На месте крушения возник пожар, в котором погибли 6 пассажиров. Позже в больнице от полученных травм скончался ещё один пассажир, став 7-й жертвой.

## Причины
Причиной катастрофы стал отказ системы управления створками реверса на двигателе № 1, из-за чего тот продолжал работать в режиме тяги. Так как на двигателе № 4 реверс был задействован, то есть имелась обратная тяга, возникшие силы создали момент, поворачивающий самолёт вправо, усилившийся после повышения мощности двигателей. Данная ситуация развивалась очень стремительно, поэтому экипаж хоть и осознал, что произошло, но к тому времени уже потерял управление самолётом, что и привело к катастрофе. Надо понимать, что у Ил-62 имелись недоделки, одни из которых, в частности, проблемы с управлением двигателями: отсутствие резервного реверса на 2 и 3 двигателе, отсутствие автоматики, отключающей неисправный двигатель и включавшей реверс на соседнем двигателе при несрабатывании реверса на 1 или 4 моторах (они являлись конструктивными недоделками ОКБ Ильюшина).